# Йордан Бомболов
Йордан (Юрдан) Бомболов е български просветен деец от късното Българско Възраждане в Македония.

## Биография
Йордан Бомболов е роден в град Прилеп в Османската империя, днес в Северна Македония. Произхожда от виден прилепски род - внук е на Мирче Бомболов (Бомбол) е сред най-състоятелните българи в града и още от 1866 година е член на общината. Коста Бомболов е член на общината чак до 1897 година. В 1886 година Йордан Бомболов завършва с първия випуск на Солунската българска гимназия. В 1891 година Бомболов завършва политически и административни науки в Брюкселския университет, а в 1895 година защитава докторат по право в Екс ан Прованс.
Йордан Бомболов преподава в българската гимназия в Битоля. Дългогодишен учител в мъжкото класно училище в Прилеп и негов директор от 1891 до 1893 година.
След Младотурската революция в 1908 година става деец на Съюза на българските конституционни клубове и е избран за делегат на неговия Учредителен конгрес от Прилеп. В 1909 - 1912 година преподава в Солунската мъжка гимназия, а в 1912 - 1913 година преподава в Солунската българска девическа гимназия.
След Балканските войни се установява в България, работи като съдия.